# Новониколаевка (Зианчуринский район)
Новоникола́евка (баш. Яңы Николаевка) — деревня в Зианчуринском районе Республики Башкортостан Российской Федерации. Входит в состав Новочебенкинского сельсовета.

## География

### Географическое положение
Расстояние до:
- районного центра Исянгулово: 26 км,
- центра сельсовета: (Ишемгул) 14 км,
- ближайшей ж/д станции (Тюльган): 34 км.

## Население
| 1959 | 1970 | 1979 | 1989 | 2002 | 2009 | 2010 |
| ---- | ---- | ---- | ---- | ---- | ---- | ---- |
| 312  | ↘266 | ↘192 | ↘155 | ↗209 | ↘207 | ↗227 |

Национальный состав
Согласно переписи 2002 года, преобладающая национальность — башкиры (60 %).